# Agata Forkasiewicz
Agata Forkasiewicz (* 13. Januar 1994 in Breslau) ist eine polnische Sprinterin.

## Sportliche Laufbahn
Erste internationale Erfahrungen sammelte Agata Forkasiewicz 2015 bei den U23-Europameisterschaften in Tallinn. Im 100-Meter-Lauf gelangte sie bis in das Finale und belegte dort in 11,98 s den achten Platz. Über 200 Meter schied sie mit 23,83 s bereits in der Vorrunde aus und in der 4-mal-100-Meter-Staffel erreichte sie in 44,54 s Rang fünf. Sie war auch Läuferin der polnischen Staffel bei den Weltmeisterschaften 2015 in Peking, die dort in der Vorrunde ausschied. 2016 nahm sie im 60-Meter-Lauf an den Hallenweltmeisterschaften in Portland teil, verpasste dort aber in 7,45 s den Aufstieg ins Halbfinale. Bei den Europameisterschaften in Amsterdam trat sie im 200-Meter-Lauf an und schied dort mit 23,59 s im Halbfinale aus. Mit der Staffel erzielte sie im Finale in 43,24 s den siebten Platz.
2017 nahm sie an den Halleneuropameisterschaften in Belgrad über 60 Meter teil und schied dort mit 7,46 s im Semifinale aus. Bei den Weltstudentenspielen in Taipeh gewann sie mit der polnischen Mannschaft in 44,19 s die Silbermedaille und schied über 200 Meter mit 24,10 s im Halbfinale aus. Zwei Jahre später nahm sie erneut an der Sommer-Universiade in Neapel teil und schied dort über 100 Meter mit 11,98 s im Vorlauf aus und wurde mit der Staffel im Finale disqualifiziert.
2015 und 2017 wurde Forkasiewicz polnische Meisterin in der 4-mal-100-Meter-Staffel.

## Persönliche Bestleistungen
- 100 Meter: 11,46 s (+0,4 m/s), 25. Juni 2016 in Krakau
  - 60 Meter (Halle): 7,28 s, 18. Februar 2017 in Toruń
- 200 Meter: 23,51 s (−1,1 m/s), 14. Juni 2017 in Danzig
  - 200 Meter (Halle): 23,63 s, 6. März 2016 in Toruń